# 吴伟 (足球运动员)
吴伟（1997年2月5日—），男，中国足球运动员，现效力中国足球超级联赛球队大连人职业足球俱乐部，司职后卫。

## 球員生涯
吴伟出自浙江绿城青训体系。2015年，18岁的吴伟进入一线队。
2017年，吴伟入选杭州绿城2017赛季中甲联赛名单。
2017年3月12日，中甲首轮比赛，杭州绿城3:2逆转内蒙古中优，吴伟首发出场。
吴伟代表浙江绿城队在职业联赛出场18次，中国足协杯赛出场2次。2017年天津全运会，吴伟随浙江队获得亚军。
2018年2月28日，天津权健宣布四笔人员流动，浙江绿城小将吴伟加盟权健。
2019年2月8日，吴伟入选中国国奥队集训名单。
2020年2月7日，大连人官方宣布，经与天津天海足球俱乐部及球员本人协商一致，大连人俱乐部与吴伟完成签约，吴伟正式加盟大连人职业足球俱乐部。